# Nawal as-Sadawi
Nawal as-Sadawi (arab. نوال السعداوي Nawāl al-Saʿdāwī, ur. 27 października 1931 w Kafr Tahla (obecnie w muhafazie Al-Kaljubijja), zm. 21 marca 2021 w Kairze) – egipska psychiatra i pisarka feministyczna tworząca w języku arabskim, obrończyni praw człowieka, w szczególności kobiet w Egipcie i na Bliskim Wschodzie.

## Życiorys

### Działalność naukowa i popularyzatorska
Ukończyła studia medyczne na Uniwersytecie Kairskim w 1955. W 1972 skandal wywołała jej książka pt. Al-Mara wa-al-dżins (Kobieta i seks), w której zajmowała się socjalizacją płciową i jej wpływem na kobiety, w wyniku czego autorkę zwolniono z kierowniczego stanowiska w egipskim ministerstwie zdrowia. Inne jej prace oparte na jej doświadczeniu lekarskim jako psychologa i psychiatry, dotyczące problematyki płci to An al-mara (O kobiecie) z 1988 i Maraka dżadida fi kadijjat al-mara (Nowy bój o sprawę kobiet) z 1992.
W 1982 założyła Stowarzyszenie Solidarność Kobiet Arabskich (Dżamijjat Tadamun an-Nisa al-Arabijjat), które zostało rozwiązane przez władze egipskie w 1991.

### Twórczość literacka
Dzieła literackie Nawal as-Sadawi, na które składają się opowiadania i powieści, są ściśle związane z jej walką o poprawę sytuacji kobiet w Egipcie i na Bliskim Wschodzie.
Do jej wczesnych dzieł, powstałych przed 1960, należą zbiory opowiadań Ta’allamt al-hubb (Nauczyłam się miłości) i Lahzat sidk (Chwila prawdy) oraz powieść Muzakkirat tabiba (Wspomnienia lekarki).
W powieściach Maut ar-radżul al-wahid ala al-ard (Śmierć jedynego mężczyzny na świecie) z 1976 i Imra’a inda nuktat as-sifr (Kobieta w punkcie zero) z 1975 w sposób realistyczny i alegoryczny zarazem przedstawia i analizuje problemy nierówności płciowej i ucisku kobiet w społeczeństwie, w którym się wychowała.
W wydanej w 1987 powieści pt. Sukut al-imam (Upadek Imama) as-Sadawi krytycznie rozprawia się z fundamentalistyczną muzułmańską wizją pozycji kobiety w społeczeństwie, a w powieści Dżannat wa-Iblis (Dżannat i diabeł) z 1992 r. zajmuje się zagadnieniem kontroli społecznej sprawowanej przez reprezentantów ideologii religijnych.
Z kolei powieść Al-Hubb fi zaman an-nift (Miłość w czasach ropy naftowej) dotyczy relacji między realiami gospodarki światowej a problematyką płci. Ponadto as-Sadawi jest autorką wspomnień z więzienia zatytułowanych Muzakkirat fi sidżn an-nisa (Wspomnienia z więzienia dla kobiet), opublikowanych w 1983.

### Przekłady polskie
Po polsku z twórczości Nawal as-Sadawi  ukazały się:
Fragmenty powieści:
- Upadek Imama, przeł. Marcin Michalski, „Literatura na Świecie” nr 11-12/2016, str. 5-39.
- Dżannat i Diabeł, przeł. Marcin Michalski, „Literatura na Świecie” nr 11-12/2016, str. 373-385.

Opowiadanie:
- Opowieść o wyborach w Egipcie, czyli nieujawniona dwoistość, przeł. Marcin Michalski, w: Mistrzowie opowieści: O kobiecie, w wyborze Justyny Czechowskiej, 2023, Warszawa: Wielka Litera, str. 117-128.